# بیسیری
بیسیری شهری در شهرستان کومبیسیری در استان بازگا در بورکینافاسوی مرکزی است و جمعیت آن ۱۲۷۹ نفر است.